# مون‌تاون (آلاباما)
مون‌تاون (به انگلیسی: Moontown) یک منطقهٔ مسکونی در ایالات متحده آمریکا است که در شهرستان مدیسن، آلاباما واقع شده‌است. مون‌تاون ۱۹۵٫۰۷ متر بالاتر از سطح دریا قرار دارد.